# Poecilopsis tessellata
Poecilopsis tessellata är en fjärilsart som beskrevs av Harrison. Poecilopsis tessellata ingår i släktet Poecilopsis och familjen mätare. Inga underarter finns listade i Catalogue of Life.